# William Legge (10e comte de Dartmouth)
Pour les articles homonymes, voir William Legge.
William Legge, 10e comte de Dartmouth, né le 23 septembre 1949 à Londres, est un homme politique britannique.

## Biographie

### Famille
William Legge est le fils aîné de Gerald Legge, 9e comte de Dartmouth et de Raine McCorquodale (en), fille de la romancière Barbara Cartland. Sa mère divorce en 1976 et se remarie avec Edward Spencer, 8e comte Spencer, devenant ainsi la belle-mère de Lady Diana Spencer .

### Politique
Dartmouth quitte le Parti conservateur en 2007 pour rejoindre le Parti pour l'indépendance du Royaume-Uni (UKIP).
Il est élu député européen pour la première fois lors des élections européennes de 2009 dans la circonscription d'Angleterre du Sud-Ouest. Au cours de la 7e législature, il siège au sein du Groupe Europe libertés démocratie. Il est membre de la commission du commerce international.
En novembre 2018, il quitte l'UKIP, embourbé dans une profonde crise d'identité.